# Pozycja statku
Pozycja statku - jest to określone miejsce na morzu oraz wykreślony na mapie morskiej punkt, w którym znajduje się w danym czasie statek (okręt). Pozycję podaje się za pomocą współrzędnych geograficznych. Ze względu na sposób określenia pozycji statku dzieli się je na:
- obserwowane - wyliczone za pomocą namiarów obiektów na lądzie, obserwacji położenia (wysokości) ciał niebieskich, czy też wyliczone  za pomocą urządzeń radiowych (radionamiernik, GPS)
- zliczone - określone w sposób przybliżony za pomocą wykreślenia na mapie kursu statku i odłożenia na nim przebytej drogi.

Zobacz też: nawigacja